# China Hong Kong City

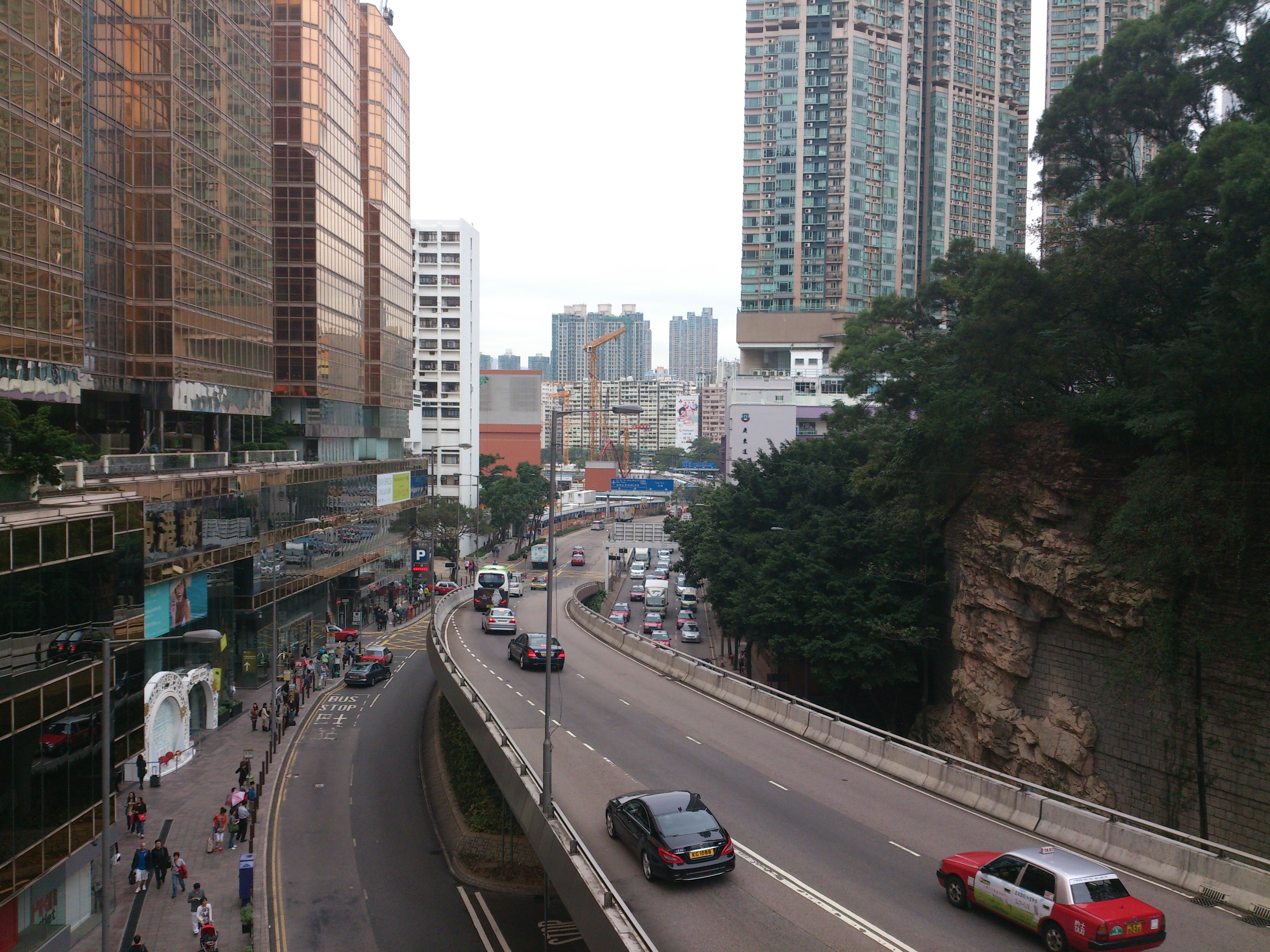
Слева — China Hong Kong City, справа — Коулунский парк, между ними — Кантон-роуд и Коулун-Парк-драйв

China Hong Kong City (中港城, Чайна Гонконг Сити) — крупный коммерческий комплекс, расположенный в гонконгском районе Чимсачёй (округ Яучимвон). Состоит из пяти 16-этажных башен, занятых офисами, торговым центром и отелем, а также включает в свой состав один из самых оживлённых в городе междугородних паромных терминалов (Hong Kong China Ferry Terminal). Комплексом владеет и управляет гонконгский конгломерат Sino Group.
Здания комплекса примечательны своей золотистой окраской внешнего остекления, что, согласно китайской традиции, благоприятствует богатству и деловому успеху.   

## География
С запада China Hong Kong City ограничен улицей Кантон-роуд и Коулунским парком, с юга — комплексом Харбор-Сити, с востока — водами бухты Виктория, с севера — пожарной частью района Чимсачёй. Из Коулунского парка через Кантон-роуд переброшен пешеходный мост, ведущий к многофункциональным коммерческим комплексам China Hong Kong City и Харбор-Сити.

## Структура
В состав комплекса China Hong Kong City входят:
- China Hong Kong City 1[7]
- China Hong Kong City 2[8]
- China Hong Kong City 3[9]
- China Hong Kong City 5[10]
- China Hong Kong City 6[11]
- The Royal Pacific Hotel[12]
- Hong Kong China Ferry Terminal

Одну из башен China Hong Kong City занимает отель The Royal Pacific на 670 номеров, находящийся под управлением гостиничной сети Sino Hotels, входящей в состав конгломерата Sino Group. Офисные помещения в China Hong Kong City занимают около 900 тыс. квадратных футов, крупнейшими арендаторами являются компании AXA, H&M, Guess, MassMutual и TCL Corporation. 
В торговом центре China Hong Kong City представлены магазины многих мировых марок, в том числе 7-Eleven, Calvin Klein, Lacoste, Ecco, Columbia, Levi's, Esprit, Bossini, Geox, Longines, Seiko, Tissot, Casio, Watsons, также здесь расположены банковские отделения Bank of China, HSBC и Standard Chartered, множество кафе и ресторанов европейской, китайской и индийской кухни. 

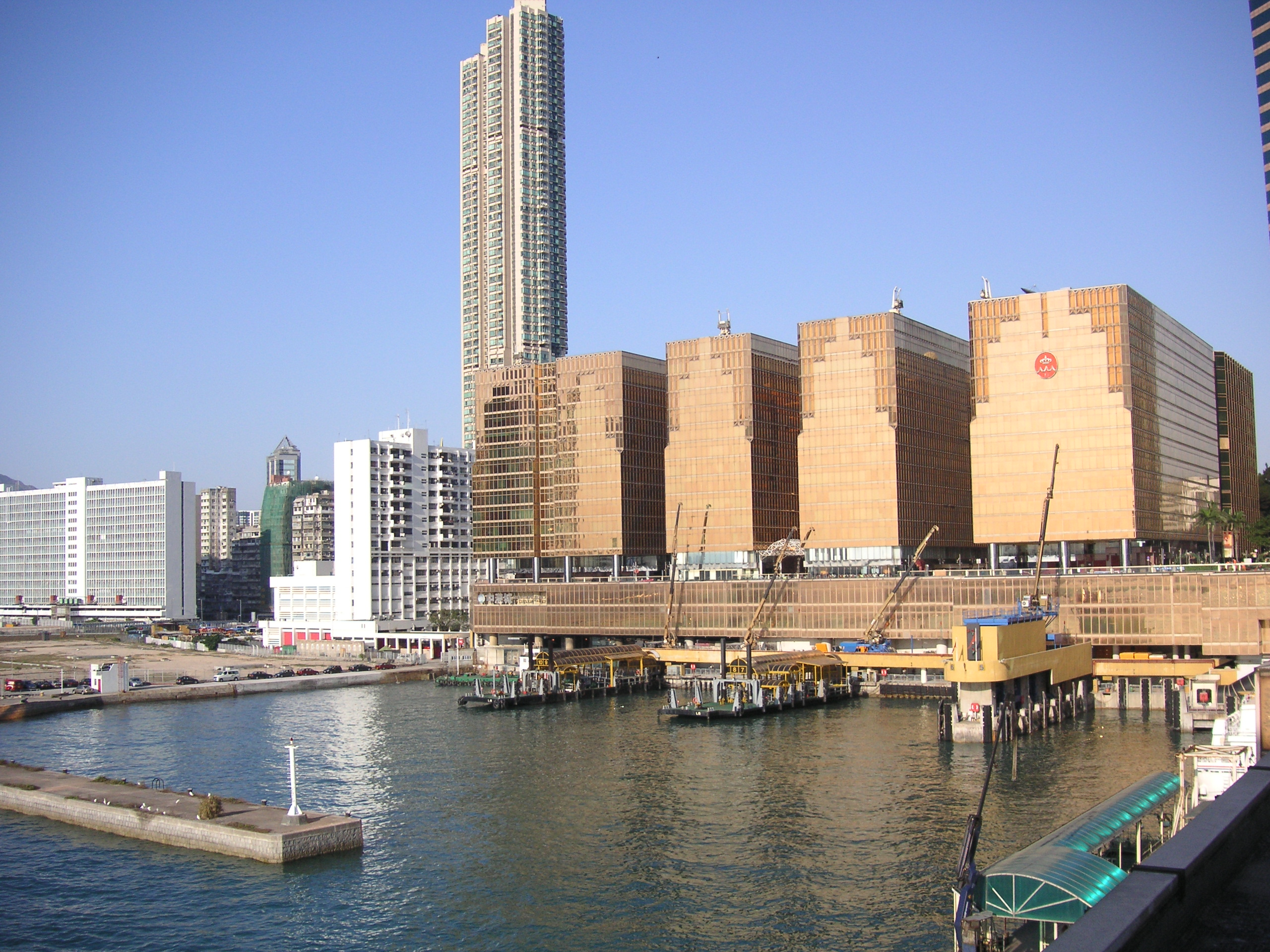
Со стороны бухты Виктория
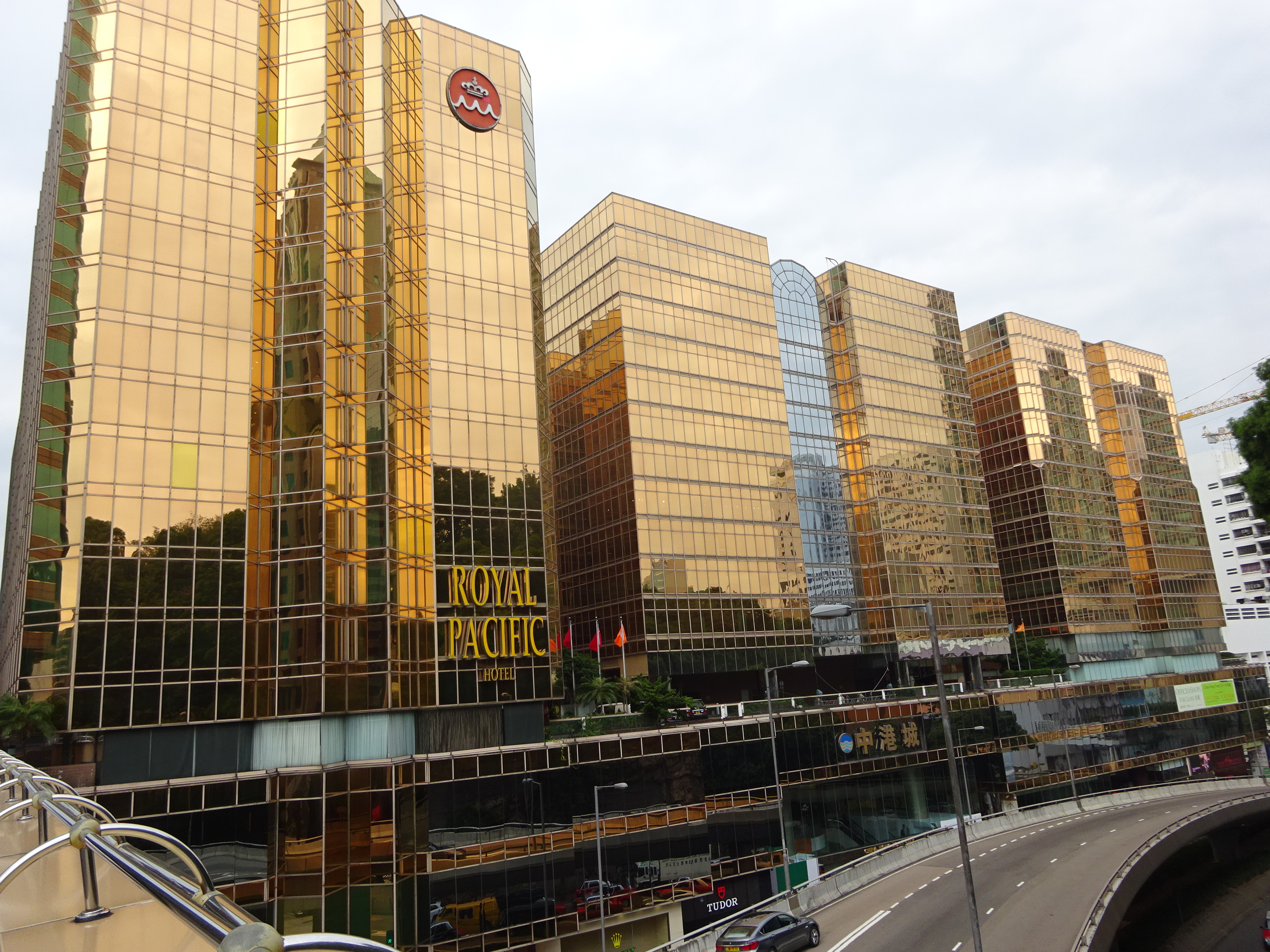
Со стороны Кантон-роуд
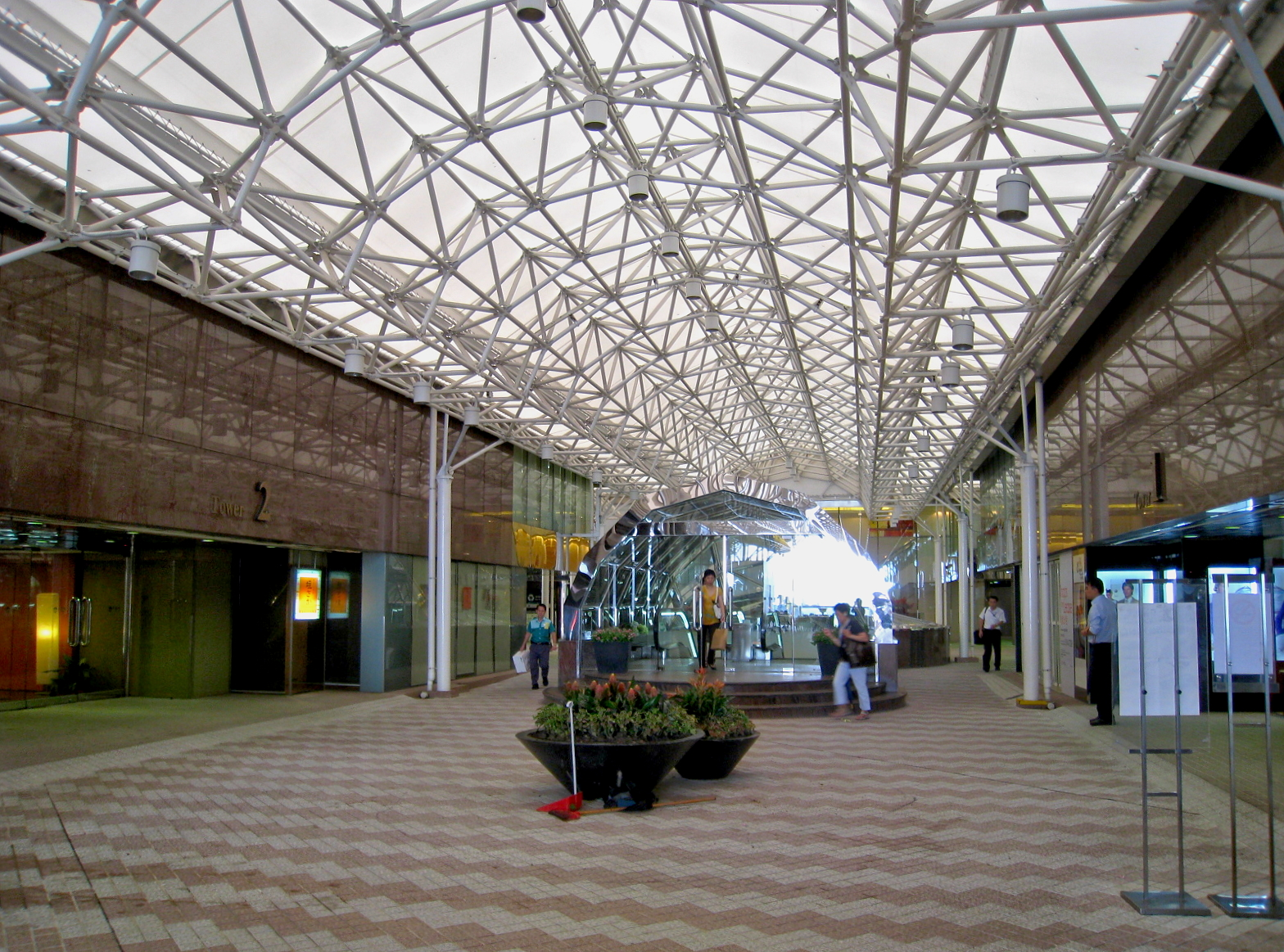
Променад
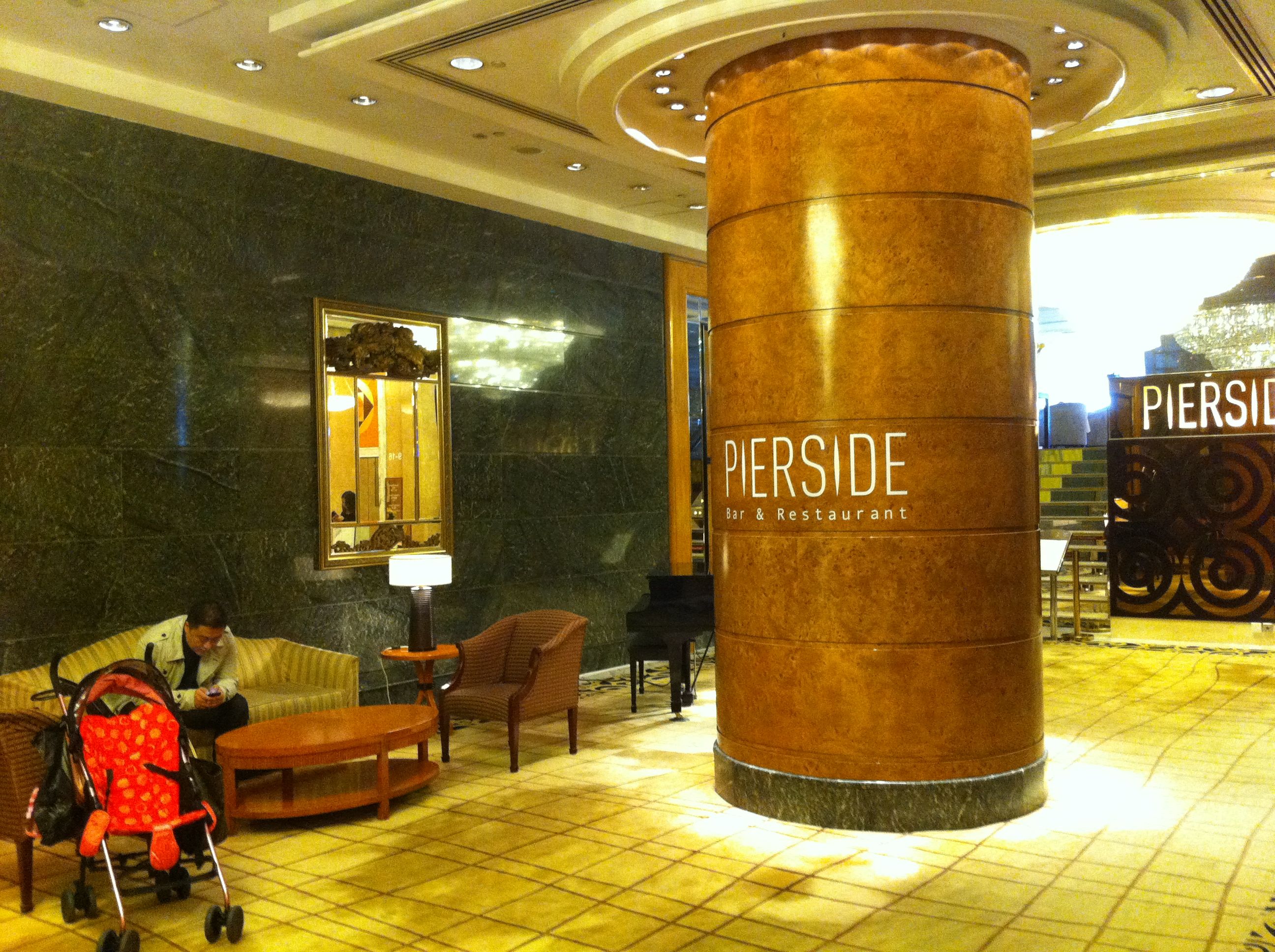
Отель The Royal Pacific

## Транспорт
Под торговым центром расположены крупная автобусная остановка (China Hong Kong City Bus Terminus), стоянка такси и автомобильный паркинг. С юга к China Hong Kong City примыкает открытый в 1988 году пирс, занятый паромным терминалом (Hong Kong China Ferry Terminal). Отсюда паромы и скоростные катера отправляются в Макао и города Гуандуна (Гуанчжоу, Чжухай, Чжуншань, Фошань, Цзянмынь, Дунгуань, Чжаоцин и другие). Терминал также оформлен в золотистых цветах, как и весь комплекс China Hong Kong City. Кроме залов отправления и пунктов пограничного контроля в его состав входят торговые помещения (магазины беспошлинной торговли) и объекты общественного питания. 

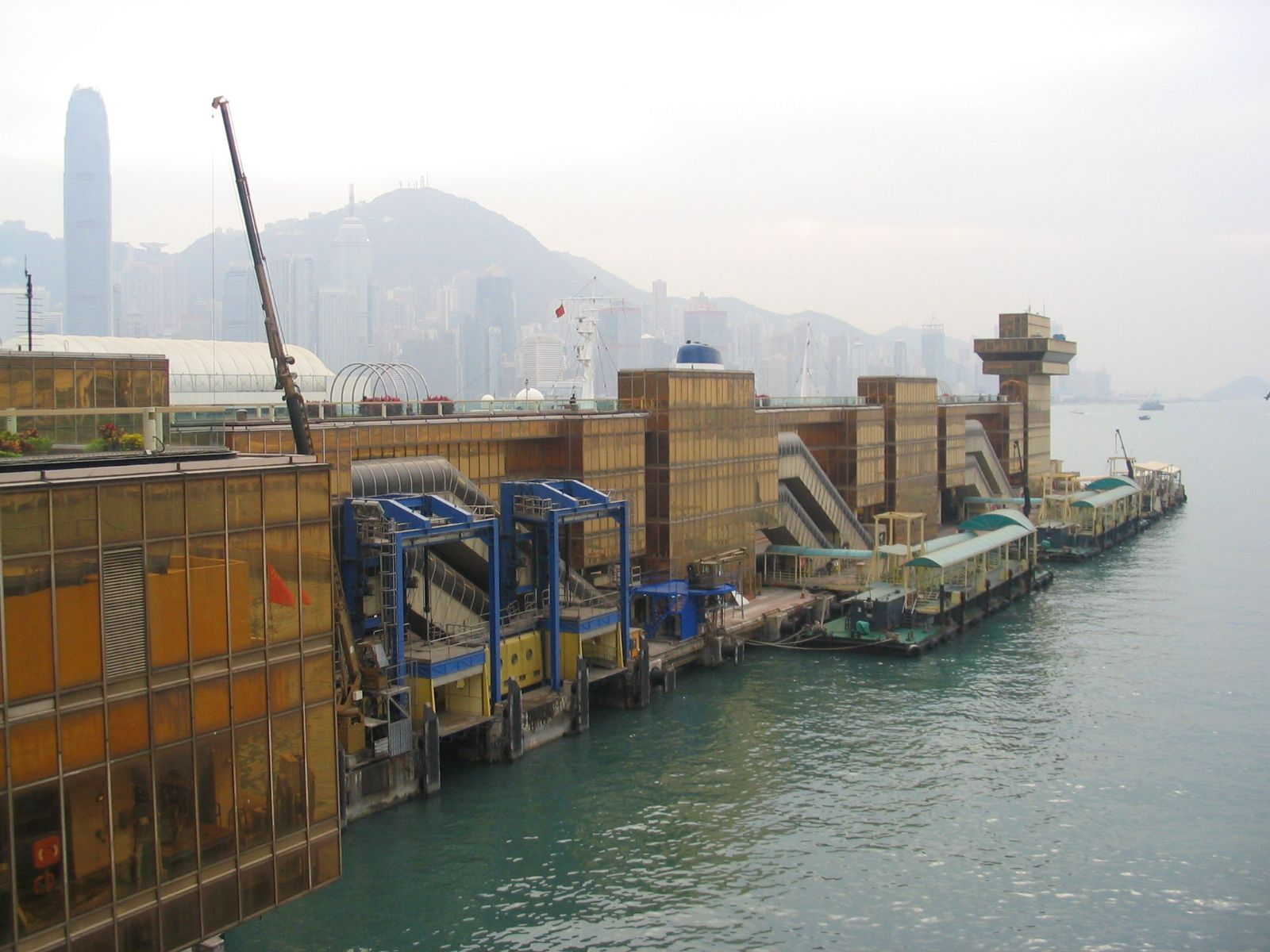
Паромный терминал
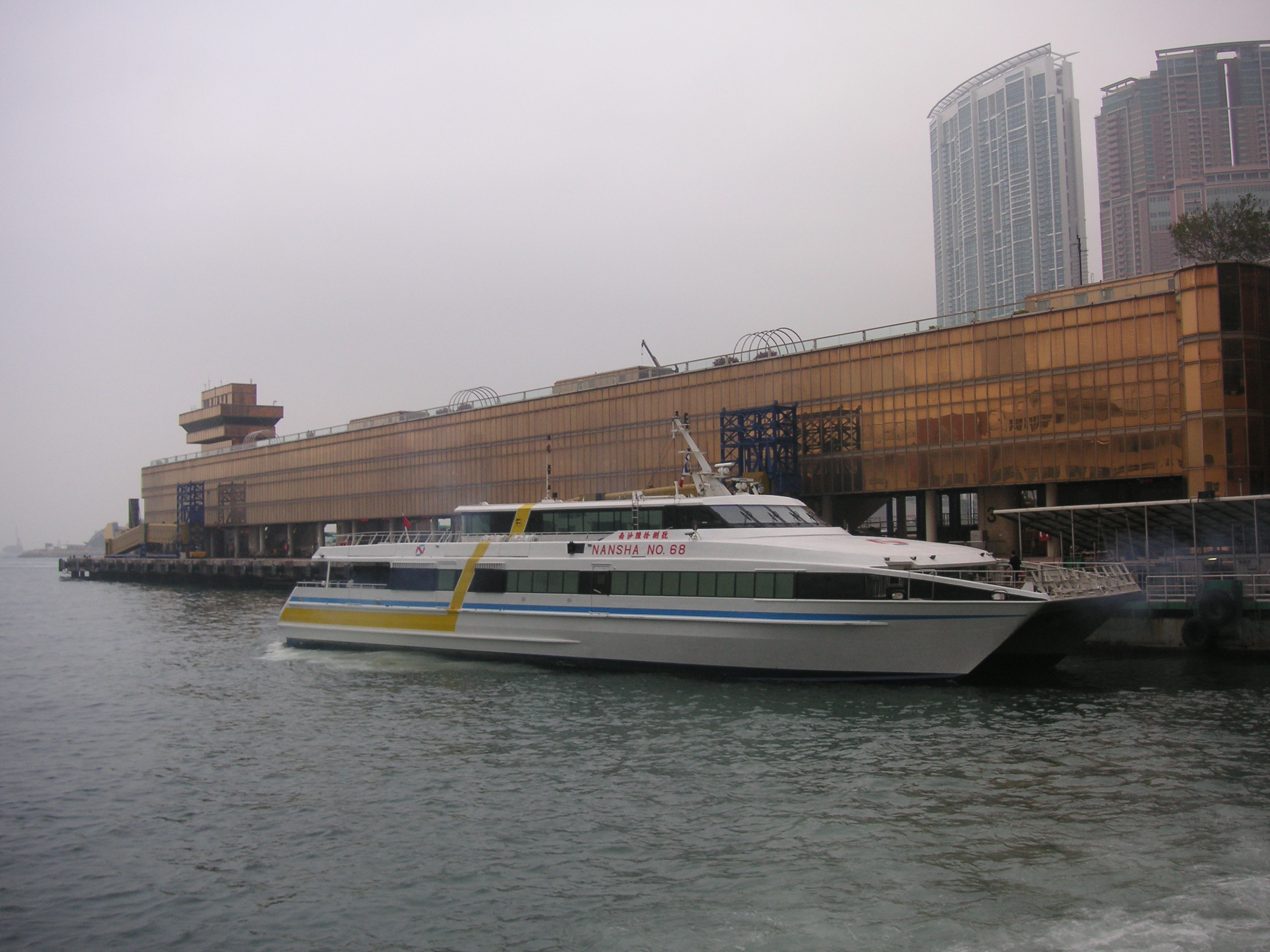
Паромный терминал
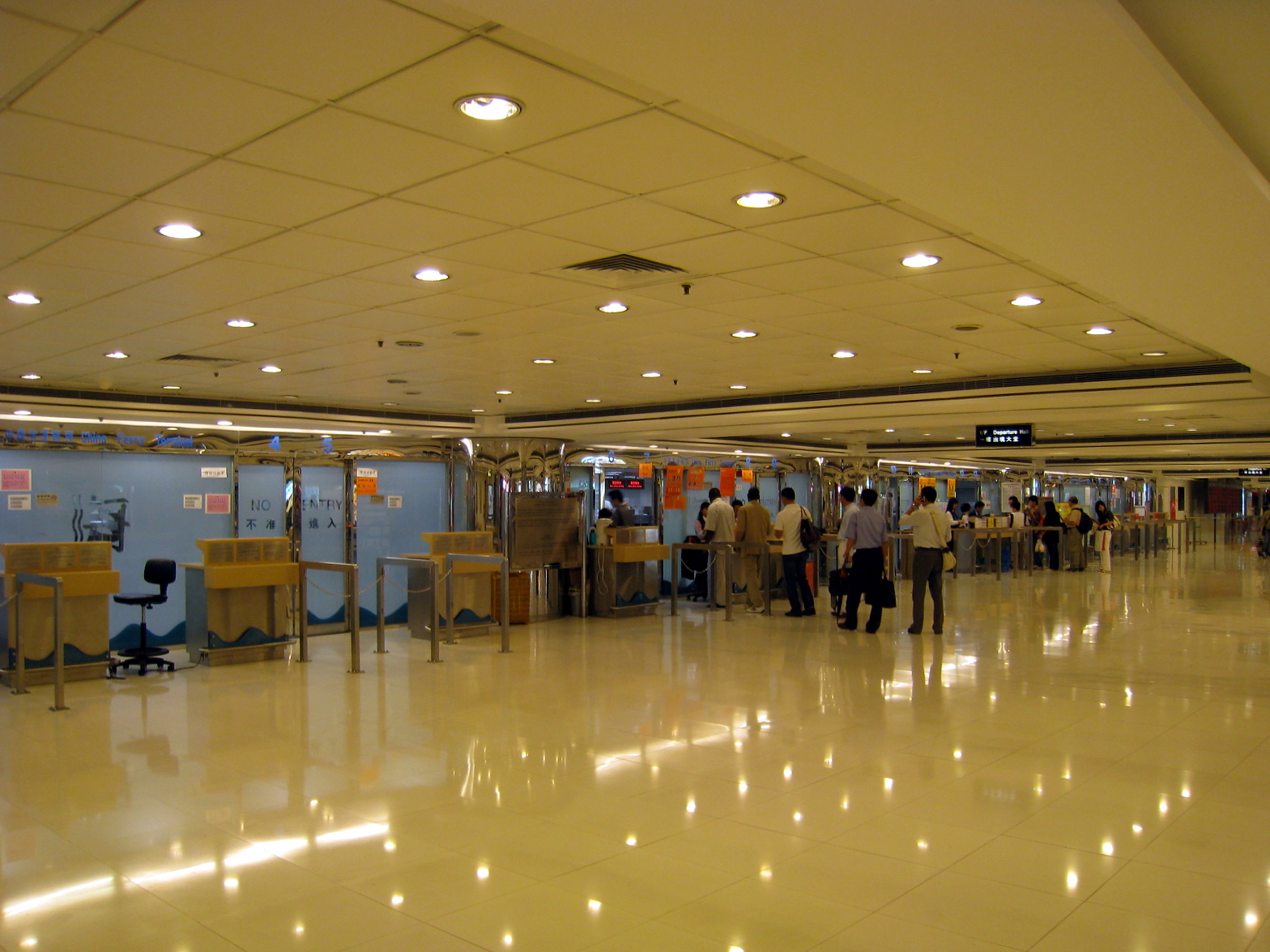
Зал отправления
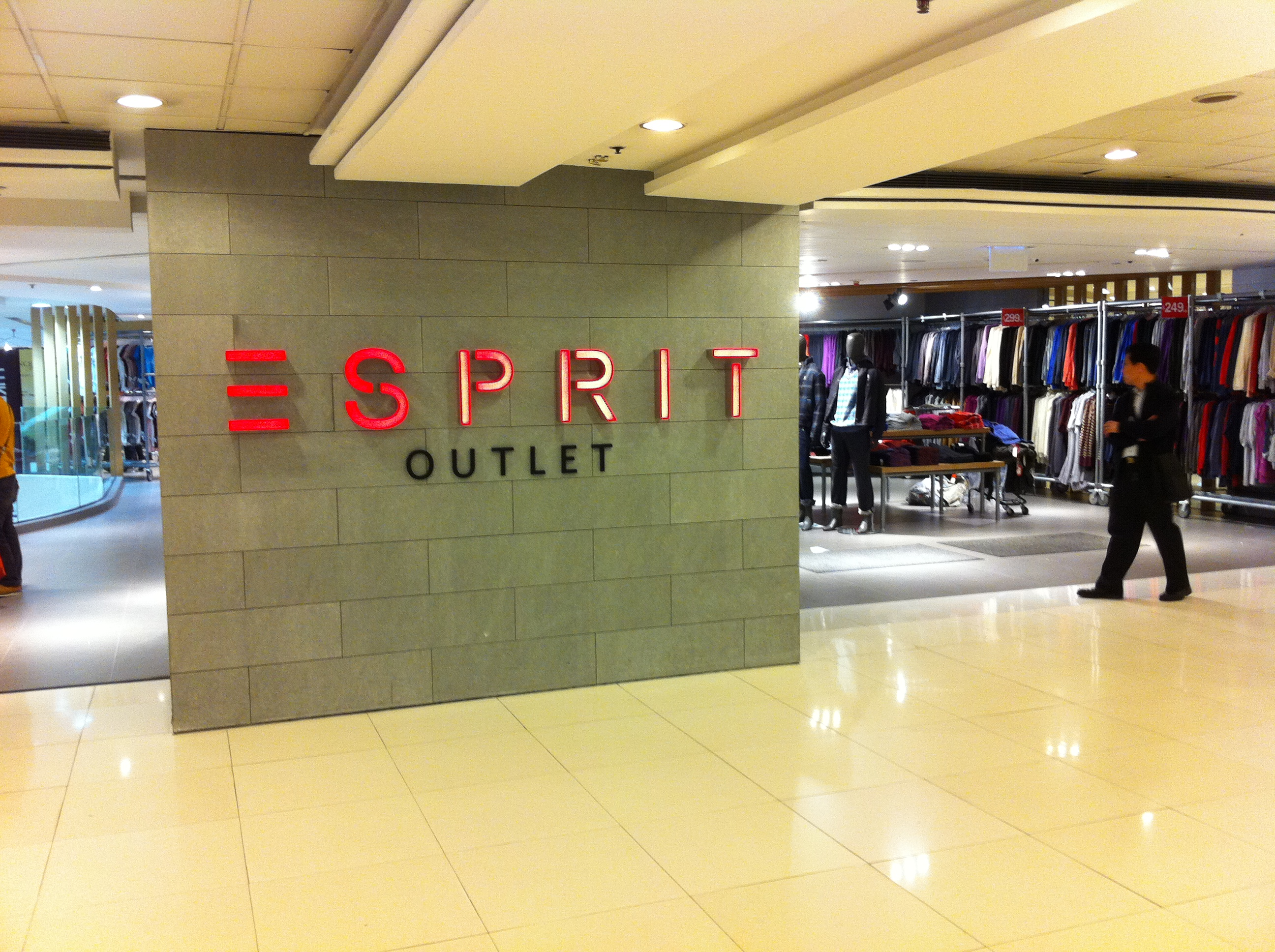
Магазин Esprit

Также к China Hong Kong City можно добраться на метро (ближайшие станции — Остин, Чимсачёй и Джордан), по железной дороге (вокзал расположен в шаговой доступности) и через соседние причалы Star Ferry Pier и Ocean Terminal.